# The Secret (film)
The Secret is een film en documentaire, geproduceerd door Rhonda Byrne en haar productiebedrijf Prime Time Productions. Het centrale thema is Het Geheim (The Secret) om zelf geluk en succes te realiseren. Dit geheim zou berusten op wat de wet van aantrekking (Engels: Law of Attraction) genoemd wordt. De film kwam in 2006 uit, eerst via internet (première op 26 maart 2006) en vervolgens op dvd. Ook is het in verschillende tv-programma's besproken, zoals bij The Oprah Winfrey Show, Larry King Live, The Ellen DeGeneres Show, Netwerk en Rondom Tien. De inhoud van de film is ook in boekvorm onder de titel The Secret verkrijgbaar.
De film toont interviews met 'leraren', die vertellen waarom zij in The Secret geloven en hoe het volgens hen werkt.

## Basisprincipes
In de film The Secret wordt uitgelegd hoe je de wet van aantrekking kan aanwenden om iets te bereiken. Technieken zijn "het zetten van een intentie" en "visualisatie". Volgens de film kan men op die wijze een goede gezondheid verkrijgen, zijn/haar droombaan verkrijgen en de relatie die je wil. In de psychologie is dit ook bekend als zelfvervullende voorspelling.
De manier waarop dit volgens de film zou werken is dat (onder meer) de persoon zich voorstelt (visualisatie) dat hetgeen hij/zij wenst al in zijn/haar bezit is, of, als het een bepaalde gebeurtenis is, deze al heeft plaatsgevonden. Deze regels zouden dan zonder onderscheid gelden voor alles wat gewenst kan worden; rijkdom, vrijheid, gezondheid, bezit, maar ook een bepaalde gebeurtenis of persoon.
Er is in de wetenschap geen enkel bewijs bekend dat deze ideeën juist zouden kunnen zijn.

### Voorbeeld uit de film
Het personage wil een bepaalde auto. Die sluit de ogen en voelt wat hij/zij zou voelen als hij/zij die auto al zou hebben (in plaats van te wensen dat hij hem zou krijgen). Door alleen maar te wensen is hij/zij in lijn met het hebben van het specifieke object in de toekomst, waardoor deze gebeurtenis altijd in de toekomst zal blijven.

## De oorsprong van The Secret
De film en het boek The Secret werd gebaseerd op het boek "The Science of Getting Rich" van Wallace D. Wattles uit 1910. Dit is het boek dat maakster Rhonda Byrne in de film krijgt aangeboden van haar dochter wanneer zij een uitvlucht zoekt uit alle tegenslag die zij ervaart. In het Nederlands werd dit boek door Bart van den Hoogen bewerkt tot "De Oorsprong van The Secret".

## The Deeper Secret
Hoewel een aantal mensen gelooft dat de gebruikte methoden in The Secret werken, is niet iedereen voorstander van het gebruik van de zogenaamde wet van aantrekking zoals weergegeven in The Secret. Tegenstanders van het concept beroepen zich onder meer op de filosofie dat The Secret stimuleert om te kiezen voor de linkshandige tantra, terwijl voor spirituele groei gekozen zou moeten worden voor de rechtshandige tantra.

## Kritiek
Er is veel kritiek en scepticisme over The Secret. Critici zien het als een zoveelste spirituele tak van de “instant-geluksindustrie” voor mensen die niet willen leven met pech en tegenslag. Ook wordt erop gewezen dat de leer zeer egocentrisch en materialistisch is, gericht op aardse zaken als succes, hebzucht, rijkdom, geluk, bezit.
Het wordt daarnaast gezien als een cynische leer: wie er niet in slaagt om problemen op te lossen heeft dat aan zichzelf te wijten (het zogeheten blaming the victim).
Aanhangers van de leer wijzen onder meer op een passage in het Nieuwe Testament, “vraag en er zal je gegeven worden” (Lucas 11:9, NBV). Vertegenwoordigers van het christendom wijzen er echter op dat deze tekst in context staat van het geloof in God, niet in geloof in jezelf; in het eerste geval is het een genade die wordt geschonken door God; het tweede geval gaat uit van de eigen wil en bekwaamheid in de visualisatietechnieken zoals deze door The Secret worden voorgeschreven.